# Висше общество (филм, 1956)
„Висше общество“ (на английски: High Society) е музикална, романтична комедия, драма, филм на режисьора Чарлз Уолтърс, който излиза на екран през 1956 година. Сценарият е на Джон Патрик, базиран на пиесата „Филаделфийска история“ на Филип Бари.

## Сюжет
Очарователната и своенравна светска лъвица от висшето общество Трейси Лорд (Грейс Кели) се готви да се омъжи за втори път. Тя е открила както ѝ се струва „идеалния“ мъж – служител при нейния баща. Сватбата е насрочена за следващия ден. Но изведнъж на съседния джазов фестивал се появява бившият ѝ съпруг Декстър Хейвън (Бинг Крозби). Въпреки че е разведен с Трейси, той все още продължава да я обича и се надява на възстановяване на отношенията. Доколкото е възможно, той възнамерява да предотврати планираната сватба. Присъствието му неволно кара Трейси да си спомни прекрасните дни, които тя и Декстър са имали в миналото. Хейвън вече е станал известен композитор и е приютил в къщата си група джазмени, които ще участват в джазовия фестивал през следващите дни, начело с великия Луис Армстронг. Към тази „джазова“ компания се натрапват и репортерите от клюкарско издание – Майк Конър (Франк Синатра) и фотографката Лиз Имбри (Селесте Холм). Те трябва да отразят сватбата в замяна на това да не бъде публикувана статия против бащата на Трейси, който има любовна връзка с танцьорка и е напуснал семейството.
Франк Синатра в ролята на Майк Конър изпълнява песен, която по-късно вдъхновява оригиналното име на предаването „Стани богат“. 

## В ролите
| Актьор         | Роля                            |
| -------------- | ------------------------------- |
| Бинг Крозби    | Декстър Хейвън                  |
| Грейс Кели     | Трейси Лорд                     |
| Франк Синатра  | Майк Конър                      |
| Селесте Холм   | Лиз Имбри                       |
| Джон Лунд      | Джордж Китредж                  |
| Луис Армстронг | себе си                         |
| Луис Калхърн   | чичо Уили                       |
| Мартин Гейбел  | доктор Щраус                    |
| Сидни Блекмър  | Сет Лорд, баща на Трейси        |
| Маргало Гилмор | Г-жа Сет Лорд, майка на Трейси  |
| Лидия Рийд     | Карълайн Лорд, сестра на Трейси |